# 雅雀湖駅
雅雀湖駅（がじゃくこえき）は、中華人民共和国湖南省長沙市開福区にある3号線の駅である。

## 駅構造
- 1号線：島式ホーム1面

## 駅周辺
- 双擁路
- 先福村
- 福安垸
- 四方社区
- 国防科技大学付属中学